# HD 158633
HD 158633 (Gliese 675 / GJ 675 / HR 6518) es una estrella en la constelación de Draco. Localizada entre Grumium (ξ Draconis) y ω Draconis, tiene magnitud aparente +6,43. Se encuentra a 41,7 años luz de distancia del sistema solar.
HD 158633 es una enana naranja de tipo espectral K0V. Semejante a Alfa Centauri B —la componente menos luminosa del vecino sistema—, es una estrella de la secuencia principal más pequeña y tenue que el Sol. Con una temperatura efectiva de 5343 K, tiene una luminosidad equivalente al 43 % de la luminosidad solar. Los valores de su radio y masa corresponden al 76 % de los valores solares. Su velocidad de rotación proyectada es de 3 km/s.
El contenido metálico de HD 158633 es notablemente inferior al solar, siendo su contenido de hierro una tercera parte del existente en el Sol ([Fe/H] = -0,49). Se estima que tiene una edad de 4270 millones de años. Un exceso en la radiación infrarroja emitida sugiere que existe un disco circunestelar de polvo alrededor de HD 158633.